# Don Clark (Psychologe)
Donald H. Clark (* 1930) ist ein US-amerikanischer Autor und Psychologe.

## Leben
Nach seiner Schulzeit studierte Donald H. Clark von 1948 bis 1953 Psychologie und erreichte 1953 den Bachelor am Antioch College in Yellow Springs, Ohio. Danach arbeitete Clark im Medical Corps der United States Army. 1959 promovierte er zum Ph.D. in Psychologie an der Adelphi University in New York City. Danach war Clark in den 1960er Jahren Mitglied der Fakultät am Hunter College und an der City University of New York. 1971 eröffnete Clark eine eigene private Praxis in San Francisco, die er bis 2007 führte. Clark war Mitglied im Vorstand des Saybrook Institut und der Organisation Gay Rights Advocates sowie Mitglied der American Psychological Association (APA).
Als Autor schrieb Clark mehrere Bücher über das Thema Homosexualität und verfasste als Autor Artikel in Fachmagazinen wie Mothers' Manual und Vector.

## Werke (Auswahl)
- Someone Gay, Memoirs
- Loving Someone Gay, Celestial Arts
- As We Are, Alyson Publications
- Living Gay, Celestial Arts